# Hippoglossus hippoglossus
El fletán, halibut o halibut atlántico (Hippoglossus hippoglossus) es un pez plano de gran tamaño, de la familia de los Pleuronectidae, que llega a medir hasta 1,2 m de longitud y alcanza los 200 kg de peso, aunque no son raros ejemplares de hasta 3 m y 320 kg. Se encuentra preferentemente en el océano Atlántico, y a menudo se lo confunde con el lenguado o se lo considera una subespecie de aquel, pero aunque pertenece al mismo orden, no es de la misma familia.
Puede bajar hasta los 2000 m de profundidad. Es de crecimiento muy lento y su sobrepesca lo está poniendo en riesgo de extinción. Es una de las especies del género utilizado para la extracción del aceite de hígado de hipogloso.
Su congénere es el fletán del pacífico (Hippoglossus stenolepis) y está relacionado más lejanamente con el fletán negro o de Groenlandia (Reinhardtius hippoglossoides).

## Hábitat
El hipogloso o fletán, como también se le conoce, es un pez de agua salada y vive en las aguas del océano Atlántico, normalmente entre los 50 y los 2000 metros de profundidad, aunque en ocasiones vive en la superficie. Se suele esconder debajo de las piedras o de la maleza durante el día, y sale por la noche para cazar sus presas.
Se encuentra entre el Golfo de Vizcaya y el Mar del Norte.

## Valor nutricional
Su carne contiene gran cantidad de vitaminas en proporción más alta comparada con la inmensa mayoría de peces.
El aceite de hígado de hipogloso o fletán, posee vitaminas liposolubles A (Retinol natural), D3 (Colecalciferol) en cantidades superiores a cuatro veces la del aceite de hígado de bacalao.
Su carne contiene gran cantidad de vitaminas hidrosolubles del grupo B siendo la cantidad de vitamina B3 significativa.
El contenido de proteína es elevado comparado con el resto de pescados.
Sus niveles de EPA y DHA son en torno a un 4% y un 3% respectivamente.

## Alimentación
Suele alimentarse de pequeños organismos bentónicos y huevas, cuando crecen su alimentación consiste en otros peces, calamares y crustáceos. El cangrejo real es uno de sus alimentos preferidos.
Dependiendo del corte realizado puede ser venenoso